# ایوان پرستیانی
ایوان پرستیانی (گرجی: ივანე პერესტიანი؛ ۱۳ آوریل [سبک قدیمی: ۱ آوریل] 1870 – ۱۴ مهٔ ۱۹۵۹) یک کارگردان، فیلم‌نامه‌نویس، و هنرپیشه اهل امپراتوری روسیه بود.
- قلعه سورام